# The Dirt Soundtrack
The Dirt Soundtrack è la colonna sonora del film del 2019 The Dirt: Mötley Crüe, pubblicata il 22 marzo 2019 dalla Mötley Records e dalla Eleven Seven Music.

## Promozione
Il 22 febbraio 2019, i Mötley Crüe e il rapper Machine Gun Kelly (che interpreta Tommy Lee nel film) hanno pubblicato il video musicale della canzone The Dirt (Est. 1981). La band ha anche annunciato che, a parte questa canzone, la colonna sonora del film conterrà altri 2 nuovi brani: Ride with the Devil e Crash and Burn e anche una cover di Like a Virgin di Madonna.

## Tracce
1. The Dirt (Est. 1981) (feat. Machine Gun Kelly) – 3:52
2. Red Hot – 3:21
3. On with the Show – 4:03
4. Live Wire – 3:14
5. Merry-Go-Round – 3:21
6. Take Me to the Top – 3:43
7. Piece of Your Action – 4:39
8. Shout at the Devil – 3:14
9. Looks That Kill – 4:07
10. Too Young to Fall in Love – 3:32
11. Home Sweet Home – 3:58
12. Girls, Girls, Girls – 4:30
13. Same Ol' Situation (S.O.S.) – 4:13
14. Kickstart My Heart – 4:42
15. Dr. Feelgood – 4:50
16. Ride with the Devil – 3:41
17. Crash and Burn – 4:13
18. Like a Virgin (cover) – 3:08